# Гаевский, Павел Фёдорович
Па́вел Фёдорович Гае́вский (20 февраля 1905, Байдаковка, Екатеринославская губерния — 16 ноября 1979, Видное, Московская область) — советский партийно-хозяйственный деятель, первый директор Московского коксогазового завода, заслуженный металлург РСФСР, Герой Социалистического Труда (1971).

## Биография
Родился 28 февраля 1905 года в селе Байдаковка Байдаковской волости Верхнеднепровского уезда Екатеринославской губернии (ныне Пятихатского района Днепропетровской области Украины).
Работал слесарем в трамвайном депо Екатеринослава. В 1930 году окончил Днепропетровский химико-технологический институт, начал трудиться на коксохимических предприятиях страны.
После войны Гаевского назначают директором сначала Никитовского, а затем Ворошиловского коксохимичеких заводов. С сентября 1950 года — директор Московского коксогазового завода в посёлке Расторгуево, на базе которого затем возник город Видное (Московская область). Благодаря Гаевскому в Видном появился мотобол, а также клуб «Металлург».
Скончался 16 ноября 1979 года на 75-м году жизни, похоронен на Видновском кладбище.
Почётный гражданин Ленинского (Видновского) района (2000 год, посмертно).
Избирался депутатом Верховного совета РСФСР, Московского областного Совета, районных Советов Москвы, Видновского городского Совета.
Член ВКП(б) — КПСС, избирался членом Московского обкома КПСС.

## Награды
- золотая медаль «Серп и Молот» (30.03.1971)
- орден Ленина (30.03.1971)
- три ордена Трудового Красного Знамени (30.09.1943; 19.07.1958; 18.10.1965)
- орден «Знак Почёта» (31.03.1945)
- медаль «За трудовое отличие» (05.05.1949)
- Заслуженный металлург РСФСР (08.12.1977)

## Память
- Улица Гаевского, г. Видное
- Мемориальная доска на доме на улице Гаевского, д. 11